# Vittorio Sega
Vittorio Sega (Adria, 8 aprile 1935 – Adria, 16 giugno 2022) è stato un politico italiano.
Massimo e storico esponente della cultura e politica adriese, è stato senatore della Repubblica per due legislature, eletto nel collegio veneto di Adria e Rovigo col Partito Comunista Italiano.